# 紅棕石斑魚
紅棕石斑魚，為輻鰭魚綱鱸形目鱸亞目鮨科的其中一種，分布於印度西太平洋區，包括巴基斯坦、安達曼群島、印度、斯里蘭卡、印尼、馬來西亞、新加坡、泰國等海域，棲息深度10-18公尺，體長可達45公分，生活在沙泥底質海域，為底棲性魚類，屬肉食性，可做為食用魚。

## 擴展閱讀
維基物種上的相關：紅棕石斑魚